# William Lutley Sclater

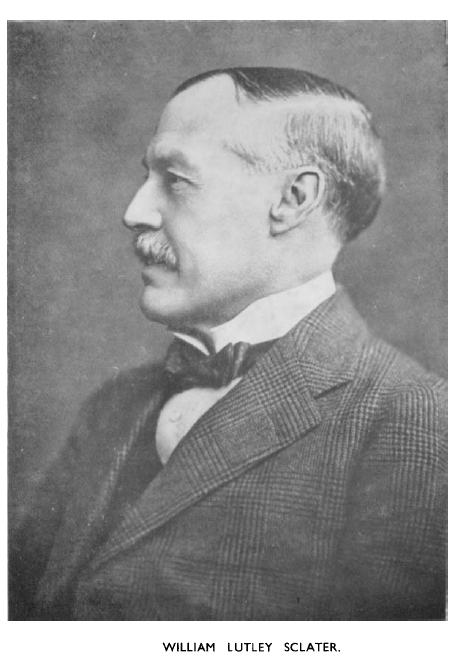
William Lutley Sclater (1863–1944)

William Lutley Sclater (* 23. September 1863 in Kensington; † 7. Juli 1944 in London) war ein britischer Ornithologe und Zoologe. Er war der Sohn des Zoologen Philip Lutley Sclater und Jane Anne Eliza (1835–1925), Tochter von Sir David Hunter-Blair. Sclater arbeitete unter anderem als stellvertretender Leiter des Indian Museum in Kalkutta, als Direktor des South African Museum in Kapstadt und des Colorado Museum in Colorado sowie am Natural History Museum in London.

## Beruflicher Werdegang
Im Jahre 1885 erlangte Sclater den akademischen Grad Master of Arts in Naturwissenschaften am Keble College in Oxford. Bereits ein Jahr später, 1886, hielt er erste Vorlesungen in Zoologie am University College in London und nahm an Expeditionen nach Britisch-Guayana teil. 1887 dozierte er im selben Fach auch an der University of Cambridge.
Ab dem Jahre 1887 war er als stellvertretender Leiter des Indian Museums in Kalkutta, bis er 1891 zum stellvertretenden Direktor am Eton College berufen wurde. Im selben Jahr erschien seine Publikation Catalogue Of Mammalia In The Indian Museum, Calcutta, Part 2: Rodentis, Ungulata, Probosoides, Hyrscoidea, Carnivors, Cetaces, Sirenia, Marsupialis, Monotremata (Verzeichnis der Säugetiere im Indianischen Museum Kalkutta, Teil 2: Nagetiere, Huftiere, Rüsseltiere, Schliefer, Fleischfresser, Wale, Seekühe, Beutelsäuger, Kloakentiere). Er verließ das Eton College 1895 um 1896 Direktor des South African Museum zu werden. Er leitete das Museum bis 1906. Während dieser Zeit erschien 1898 seine List of the reptiles and batrachians of South Africa (Liste der Reptilien und Amphibien Südafrikas), 1899 veröffentlichte er gemeinsam mit seinem Vater Philip Lutley Sclater The geography of mammals (Geografie der Säugetiere). Sechs Jahre später, 1905, folgte Notes on some recently rediscovered inscribed sones bearing on the history of the Cape Colony (etwa Notizen über kürzlich Wiederentdecktes mit Belang zur Geschichte der Kapkolonie).

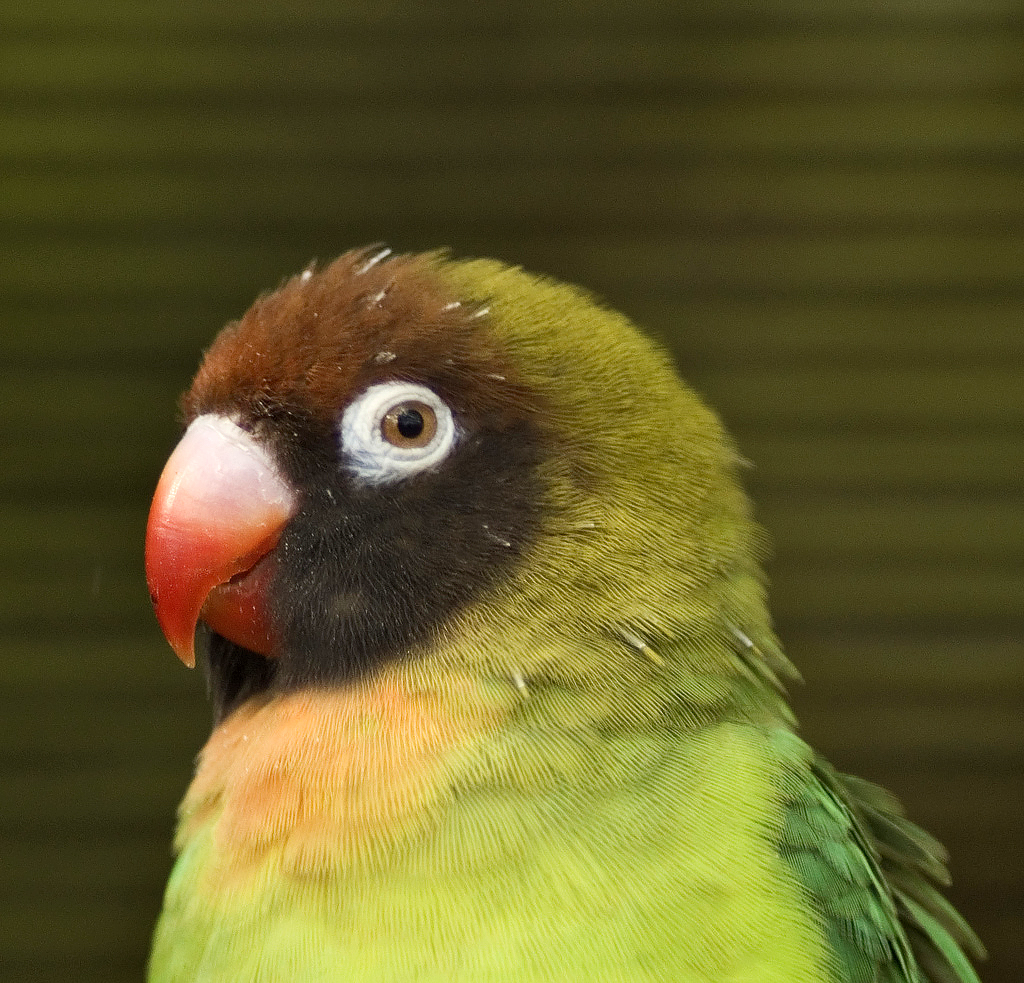
Ein Rußköpfchen (Agapornis nigrigenis)

1906 wechselte er vom South African Museum zum Colorado College Museum, auch hier hatte Sclater den Posten des Direktors inne. Im selben Jahr entdeckte er die Papageienart der Rußköpfchen, denen er den Namen Agapornis nigrigenis gab. 1909 gab er seine Stellung als Direktor auf und wechselte als einfacher Mitarbeiter an das Natural History Museum, wo er bis zu seinem Tod im Jahre 1944 arbeitete.
Im Jahr 1912 gab er das Buch A History of the Birds of Colorado (Eine Geschichte der Vögel Colorados) heraus. Zwischen 1913 und 1930 veröffentlichte Sclater immer wieder Beiträge im International Journal of Avian Science (IBIS). Darüber hinaus veröffentlichte er noch andere Publikationen, so 1918 A list of birds of the Anglo-Egyptian Sudan: Based on the collections of A.L. Butler, A. Chapman and H. Lynes and Cuthbert Christy (Liste der Vögel im Anglo-Ägyptischen Sudan: beruhend auf den Sammlungen von Arthur Lennox Butler (1873–1939), Abel Chapman (1851–1929), Hubert Lynes (1874–1942) und Cuthbert Christy (1863–1932)), 1924 Systema avium aethiopicarum: A systematic list of the birds of the Ethiopian region (Systema avium ethiopicarum: Eine systematische Liste der Vögel der Äthiopischen Region) sowie 1927 List of abbreviations with titles of periodicals containing papers dealing with matters of zoological importance (etwa Liste der Abkürzungen mit Titeln der Periodiken, die Schriften mit Angelegenheiten zoologischer Wichtigkeit enthalten). Zwischen 1921 und 1938 verfasste er außerdem zahlreiche Einträge in der Zoological Record, der Kerndatenbank für zoologische Zwecke.
Sclater und seine Frau Charlotte reisten zwischen 1919 und 1920 quer durch die Welt.
Von 1928 bis 1933 war er Präsident der British Ornithologists’ Union, die unter anderem Journale wie das IBIS herausgibt. 1932 erschien seine Publikation Taxonomic and field notes on some birds of north-eastern Tanganyika Territory (Taxonomie und Notizen über einige Vögel des Gebiets im Nordosten Tanganjikas). In den Jahren von 1931 bis 1943 war er Verwalter der Royal Geographical Society.
Sclater starb 1944 während des Zweiten Weltkrieges in London an den Folgen einer Verletzung, die er sich durch deutsche V1-Bomben zugezogen hatte.

## Privatleben
William Lutley Sclaters Vater, Philip Lutley Sclater, war ebenfalls Zoologe. Seinen Vornamen William Lutley bekam Sclater er von seinem Großvater väterlicherseits, der William Lutley Sclater hieß.
Während seiner Zeit in Eton (1891–1895) lernte er seine zukünftige Frau Charlotte Mellen Stephenson kennen, die er 1896 heiratete. Sie starb 1942 an während der Bombardierung Londons erlittenen Verletzungen.

## Dedikationsnamen
Die von Austin Roberts 1922 eingeführte Gattung Sclaterillas für den Gnombülbül (Phyllastrephus debilis (Sclater, WL, 1899)) wird heute als Synonym von Phyllastrephus Swainson, 1832 betrachtet. George Ernest Shelley nannte 1902 die Ammernlerche (Spizocorys sclateri) nach ihm.
Außerdem findet sich sein Name in den Unterarten der Schleppennachtschwalbe (Caprimulgus climacurus sclateri (Bates, 1927)), des Weißbrauen-Heckensänger (Cercotrichas leucophrys sclateri (Grote, 1930)), des Olivnektarvogel (Cyanomitra olivacea sclateri Vincent, 1934), der Wanderbaumelster (Dendrocitta vagabunda sclateri Baker, ECS, 1922), der Schluchtenrötel (Monticola rufocinereus sclateri Hartert, E, 1917) und des Streifenkehlsänger (Neomixis striatigula sclateri Delacour, 1931).
Apalis thoracica sclateri Roberts, 1929 wird heute als Synonym für die Halsband-Feinsänger-Unterart (Apalis thoracica capensis Roberts, 1936), Sycobrotus bicolor sclateri Roberts, 1931 als Synonym für die Waldweber-Unterart (Ploceus bicolor stictifrons (Fischer & Reichenow, 1885)), Turtur afer sclateri Rothschild, 1917 en Synonym für die Stahlflecktaube (Turtur afer (Linnaeus, 1766)), Cisticola nuchalis sclateri Bannerman, 1920 als Synonym der Uferzistensänger-Unterart (Cisticola marginatus amphilectus Reichenow, 1875) und Chlidonias leucopareia sclateri Mathews & Iredale, 1921 als Synonym für die Weißbart-Seeschwalben-Unterart (Chlidonias hybrida delalandii (Mathews, 1912)) betrachtet.

## Schriften (Auswahl)
- mit Philip Lutley Sclater: The geography of mammals. Kegan Paul, Trench, Trübner, London 1899. (Digitalisat; Nachdruck: Arno Press, New York 1978, ISBN 0-405-10647-5).
- Catalogue Of Mammalia In The Indian Museum, Calcutta. Part 2: Rodentis, Ungulata, Probosoides, Hyrscoidea, Carnivors, Cetaces, Sirenia, Marsupialis, Monotremata (1891). (Digitalisat).
- W. L. Sclater describedthe following new Haks from South America. In: Bulletin of the British Ornithologists' Club. Band 38, Nr. 231, 1918, S. 43–45 (biodiversitylibrary.org).
- Remarks on the Hawks of the Genus Micrastur. In: The Ibis (= 10. Band 6). Nr. 3, 1918, S. 343–347 (biodiversitylibrary.org).
- mit Cyril Winthrop Mackworth-Praed: A list of the birds of the Anglo-Egyptian Sudan, based on the collections of Mr. A. L. Butler, Mr. A. Chapman and Capt. H. Lynes, R. N., and Major Cuthbert Christy, R. A. M. C. (T.F.) Part I Corvididæ-Fringillidæ. In: The Ibis (= 10. Band 6). Nr. 3, 1918, S. 416–476 (biodiversitylibrary.org).
- mit Cyril Winthrop Mackworth-Praed: A list of the birds of the Anglo-Egyptian Sudan, based on the collections of Mr. A. L. Butler, Mr. A. Chapman and Capt. H. Lynes, R. N., and Major Cuthbert Christy, R. A. M. C. (T.F.) Part II Alaudidæ-Hirundinidæ. In: The Ibis (= 10. Band 6). Nr. 4, 1918, S. 602–671 (biodiversitylibrary.org).
- mit Cyril Winthrop Mackworth-Praed: A list of the birds of the Anglo-Egyptian Sudan, based on the collections of Mr. A. L. Butler, Mr. A. Chapman and Capt. H. Lynes, R. N., and Major Cuthbert Christy, R. A. M. C. (T.F.) Part III Picidaeæ-Sagittariidæ. In: The Ibis (= 11. Band 1). Nr. 4, 1919, S. 628–707 (biodiversitylibrary.org).
- mit Cyril Winthrop Mackworth-Praed: A list of the birds of the Anglo-Egyptian Sudan, based on the collections of Mr. A. L. Butler, Mr. A. Chapman and Capt. H. Lynes, R. N., and Major Cuthbert Christy, R. A. M. C. (T.F.) (concluded) Part IV Pelecanidæ-Struthionidæ. In: The Ibis (= 11. Band 2). Nr. 4, 1920, S. 781–855 (biodiversitylibrary.org).